# Buschtunnel
Le Buschtunnel est un tunnel situé sur la ligne Liège - Aix-la-Chapelle dont la rénovation était un élément clé dans la mise à grande vitesse de l'axe Bruxelles-Cologne. Il traverse les collines de la forêt d'Aix-la-Chapelle (de). Il est composé de deux tubes à voie unique.

## Histoire
Le premier tube ancien date de 1843. Il était à double voie mais avec un gabarit restreint.
Son électrification en 3 kV continu date de 1966. Il ne permettait pas aux trains de rouler à plus de 40 km/h. Après la mise en service du nouveau tunnel en 2007, il a été fermé pour rénovation, et permettre à terme de faire rouler des trains à 160 km/h. Il fait 691 m de long pour une couverture maximale de 45 m.
Le nouveau tube a été construit entre 2004 et 2007. Il mesure 711 m de long et est actuellement en service.
L'ancien tunnel a été remis en service le 23 octobre 2011. Il est désormais à simple voie.